# Morten Schuldt-Jensen
Morten Schuldt-Jensen (* 1958 in Skærbæk, Dänemark) ist ein dänischer Dirigent und Professor für Chor- und Orchesterdirigieren an der Hochschule für Musik Freiburg.

## Ausbildung und musikalische Tätigkeit
Er studierte an Det Kongelige Danske Musikkonservatorium und an der Universität Kopenhagen. Seine Studien in Chor- und Orchesterdirigieren, Gesang, Gesangspädagogik und Musikwissenschaften schloss er mit dem „Master of Arts“ ab. Danach absolvierte er weitere Kurse bei Sergiu Celibidache und Eric Ericson.
Von 1985 bis 1987 war er Mitglied des Dänischen Nationalradio-Chors. Schuldt-Jensen gründete 1990 den international bekannten Tivoli-Konzertchor. Mit seinem Ensemble gewann er mehrere internationale Wettbewerbe und Preise.
In den Jahren 1995 und 1997 vertrat er Dänemark als Dirigent beim Skandinavisch-Baltischen Chor-Festival. Gastdirigent beim MDR-Rundfunkchor Leipzig war er 1996, 1999 und 2001, beim RIAS Kammerchor Berlin 2001 und 2002. Des Weiteren arbeitete er mit der Akademie für Alte Musik Berlin, dem Gewandhausorchester Leipzig, dem Helsingborgs Symfoniorkester und dem DR Radiokoret und dem Philharmonischen Orchester Kopenhagen. Hinzu kamen Einstudierungen für Dirigenten wie Sir Simon Rattle, Herbert Blomstedt, Philippe Herreweghe, Vladimir Ashkenazy und Lothar Zagrosek.
Von 1999 bis 2007 war er Chordirektor am Gewandhaus zu Leipzig und Leiter des GewandhausChors Leipzig. 2000 übernahm er die Leitung des Leipziger Kammerorchesters. 2001 gründete er den GewandhausKammerchor, aus dem als Ableger 2004 das  Immortal Bach Ensemble hervorging.

## Hochschultätigkeit
1992 war er Associate Professor am Königlich Dänischen Musikkonservatorium Kopenhagen, von 2001 bis 2006 war er Dozent an der Hochschule für Musik und Theater „Felix Mendelssohn Bartholdy“ Leipzig. 2006 folgte er dem Ruf als Professor für Chor- und Orchesterdirigieren an die Hochschule für Musik Freiburg.

## Auszeichnungen
Er wurde 1990 mit dem „Erling Høls Mindelegat“-Förderpreis ausgezeichnet. Außerdem erhielt er Auszeichnungen der Königlich Dänischen Musikakademie.